# Augusta Löwenhielm
Christina Augusta Löwenhielm, född von Fersen den 10 mars 1754, död den 8 april 1846 i Stockholm, var en svensk hovdam (statsfru) och älskarinna till den blivande Karl XIII. Hon är känd som en av "de tre gracerna" vid det gustavianska hovet.

## Biografi

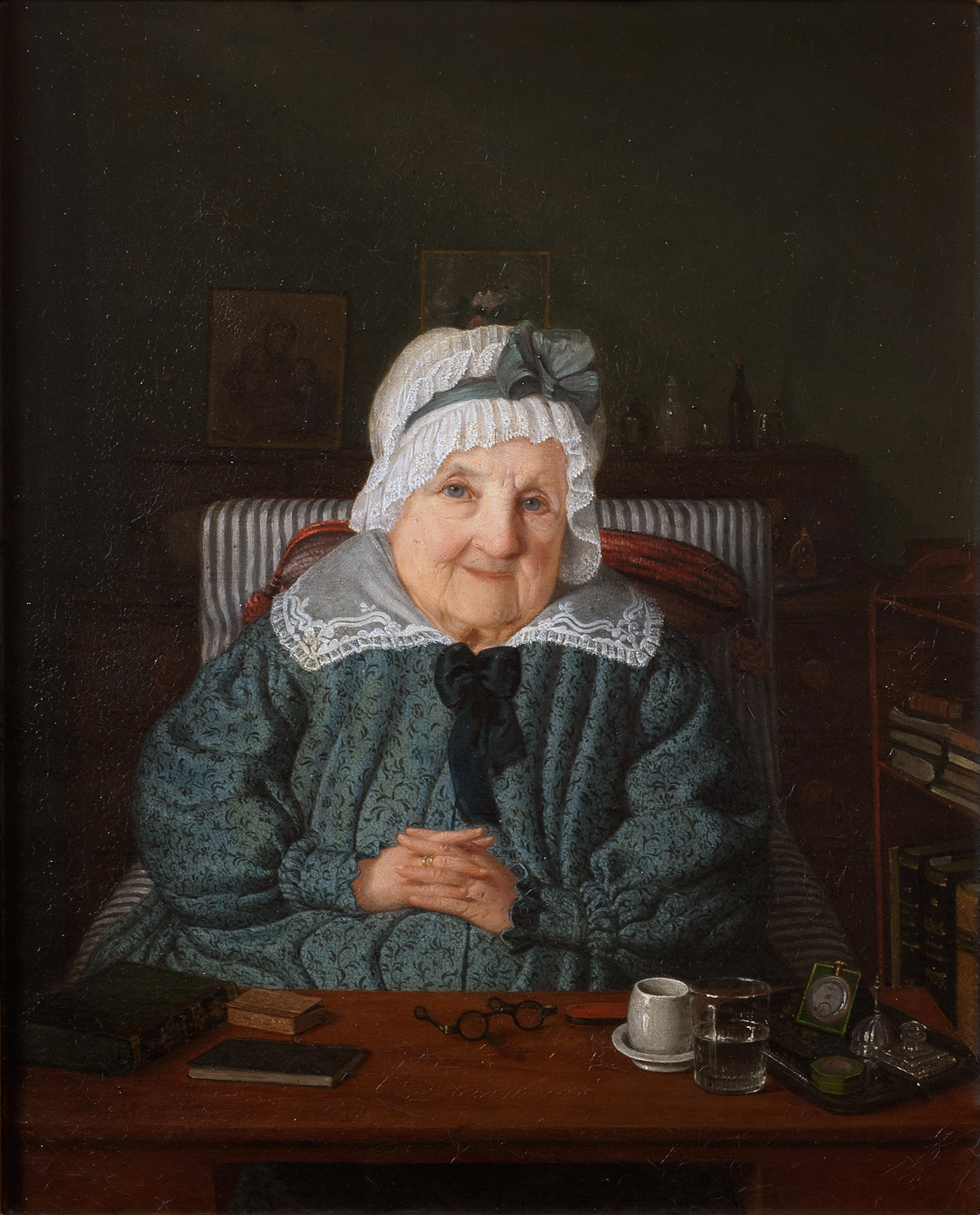
Augusta von Fersen 1844, av Amalia Lindegren.

Augusta von Fersen var dotter till överhovjägmästaren Carl Reinhold von Fersen och Charlotta Sparre, sondotter till Hans von Fersen, brorsdotter till Axel von Fersen d.ä. och kusin till Axel von Fersen d.y. Fadern var bror till hattarnas partiledare och "känd som en av sin tids elegantaste och mest levnadsglade kavaljerer" och modern hade med sin skönhet gjort succé vid det franska hovet i Versailles då hon medföljde sin släkting, Carl Gustaf Tessins fru Ulla till Frankrike.
Augusta von Fersen tjänstgjorde före sitt äktenskap som hovfröken. Hon gifte sig i december 1770 med greve Fredrik Adolf Löwenhielm, som året förut förgäves hade friat till hennes syster Ulla. Paret bosatte sig efter vigseln på makens gods Rånäs. Även om maken beskrivs som förälskad i henne vid tiden för bröllopet, ska deras relation ha svalnat redan under smekmånaden, då "greven sysselsatte sig med kammarjungfrun och grevinnan med hans talrika vänner. Man antyder även vissa svagheter hos hennes man." Makarna fick en son, Gustaf Löwenhielm.

### Relationen med hertig Karl
Parets flytt till Stockholm 1771 sammanföll med hertig Karls återkomst till Sverige, efter att han blivit skickad utomlands för att glömma sin önskan att gifta sig med Brita Horn. Augusta Löwenhielm uppvaktades i februari 1771 av de två "herrarna Piper", men också av hertig Karl, vars känslor hon slutligen ska ha besvarat. För Karls del beskrivs den som "den allvarligaste och ömmaste i hans erotiska krönika". Paret fick en son, Carl Axel Löwenhielm.
År 1774 övertalade kung Gustav III sin bror hertig Karl att gifta sig med Hedvig Elisabet Charlotta av Holstein-Gottorp för att förse tronen med en tronarvinge, eftersom kungens eget äktenskap var ofullbordat och barnlöst. Den 6 april 1774 utnämndes Augustas make till svenskt sändebud i Dresden. Augusta kvarblev till en början i Sverige. Hon fick till slut en befallning från kungen att göra sin make sällskap i Dresden, och lämnade Sverige inför Karls giftermål. Under sin tid i Dresden stod Augusta och Karl i kontakt med varandra via brev.
I slutet av juli 1775 förklarades Hedvig Elisabet Charlotta vara gravid, och förböner hölls då i kyrkorna. Inga tecken på graviditet visade sig dock, trots undersökningar och trots att hon själv påstod sig känna fosterrörelser. Den 14 september förklarade barnmorskan Båld att hon var havande efter en undersökning. Man förberedde då ritualerna kring en kunglig födsel med kanonsalut och uppkallande av riksrådinnorna till Stockholm som vittnen. Födseln utsattes till 24 oktober. 
När datumet kom, inställdes dock plötsligt alla ceremonier. Det är okänt vad som låg bakom det hela, eftersom Hedvig Elisabet Charlotta under hela graviditeten aldrig uppvisat några symptom på att vara gravid. Vid samma tidpunkt fullbordade dock Gustav III sitt eget äktenskap med Sofia Magdalena. Han hade beslutat sig för att själv skaffa en arvinge, och ångrade sin avsikt att överlåta denna uppgift på Karl och ville nu vänja honom vid andra partners.
Ryktet beskrivs av bland andra memoarförfattaren Hamilton: "Kungen fruktade allt inflytande av hertig Carl på nationen, även som far till en tronföljare. Hann fann för mycken sämja mellan honom och hans unga gemål. Nämnda tillstånd skiljde prinsen från henne, vande honom vid andra, en sed han sedan aldrig övergivit, och ändamålet vunnet fann monarken, det ridiculen ej skull drabba någon annan än det äkta paret. Allt detta lyckades." 
Hertig Karl hade denna sommar bett kungen om att låta Augusta Löwenhielm återvända till Sverige, något hon också fick tillstånd till. Under tiden i Dresden hade Augusta fått en son vid namn Carl som ryktades vara son till prins Carl av Kurland. Karl hade haft en kortvarig förbindelse med överhovstallmästare greve Adolf Fredrik Lewenhaupts fru.
Augusta Löwenhielm kom tillbaka till Sverige hösten 1776 och presenterades vid hovet och för Hedvig Elisabet Charlotta den 18 november detta år. I Hedvig Elisabet Charlottas dagbok beskrivs hon: "Hon är onekligen förtjusande, hennes ansiktsdrag äro behagliga, hennes utseende tilltalande, och i stor toalett är hon riktigt ståtlig, ehuru hon kanske är litet för fetlagd. Ni skulle ha sett hur alla människor tittade på mig, jag försökte därför att se alldeles likgiltig ut, ehuru jag verkligen var mycket nyfiken".
Efter hennes återkomst uppvaktades hon av Karl, som ville återuppta förhållandet, och som fick hjälp av ett eget parti bestående av bland andra överståthållare Carl Sparre och Ulrika Eleonora Örnsköld. Allmänheten trodde däremot att det var Karl som avstod från relationen för sitt äktenskaps skull. 
Augusta Löwenhielm var dock länge ovillig, och ägnade sig i stället åt andra förbindelser, och hon ska under denna tid ha haft förbindelser med överste baron Carl Adam Wachtmeister, furst Kurakin, som Katarina den stora sänt till Sverige för att kungöra storfurstens giftermål, och "lär inte ogärna upptaga en av kammarpagernas kärliga blickar". I december 1776 hade dock Augusta och Karl återupptagit sin relation.
Relationen mellan Augusta Löwenhielm och hertig Karl varade till ungefär sommaren 1777. Förhållandet med Karl ska ha brutits på Augustas initiativ eftersom hon hade blivit förälskad i Hans Henric von Essen.

### En av de tre gracerna

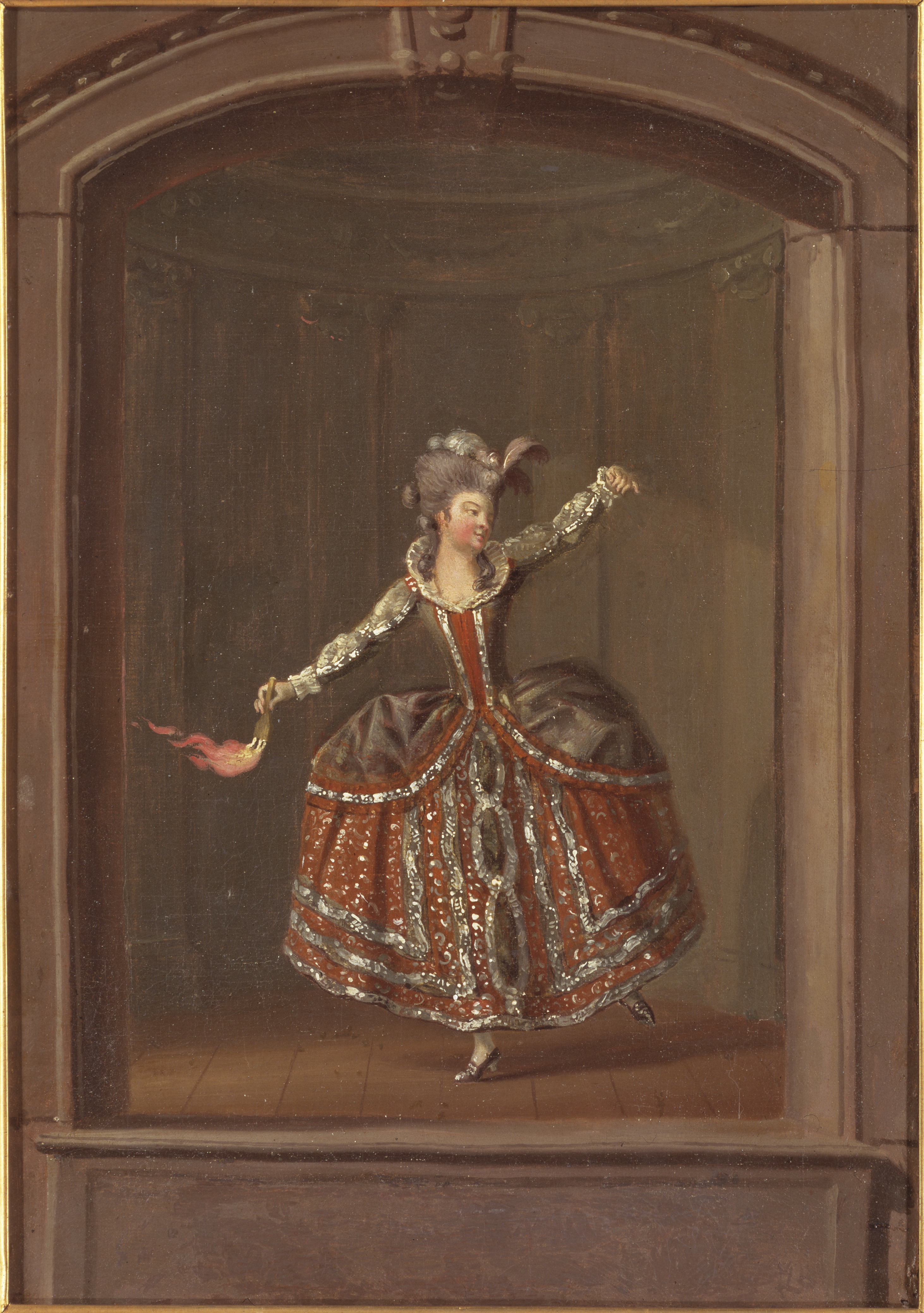
Augusta Löwenhielm, Pehr Hilleström

Augusta Löwenhielm var från 1777 till 1795 statsfru hos drottning Sofia Magdalena.
Augusta Löwenhielm var en viktig medlem i hovets nöjesliv. Hennes mor hade under sin tid i Paris undervisats i dans av ballerinan Marie Sallé, en konst som hon sedan lärde ut till Augusta och Ulla, som blev kända för sina färdigheter i dans vid hovets amatörteater. Bland de mest framstående medlemmarna i Gustav III:s amatörteater räknas Caroline Lewenhaupt, Carl von Fersen, Hedvig Ulrika De la Gardie, Nils Barck, Maria Aurora Uggla, Otto Jacob von Manteuffel Zöge, Bror Cederström samt systrarna Ulla von Höpken och Augusta Löwenhielm.
Hon väckte också uppseende för sina kläder. Hon uppträdde annandag jul 1779 i egendesignad nationaldräkt: "en röd satins robe, garnerad med foderveck, till densamma en vit kjortel, broderad med guld och silver samt målade hermeliner". Vid sin återkomst till Sverige 1776 ska hon också ha varit den första kvinna vid svenska hovet som lanserade det nya frisyrmodet, la pouf: de höga vitpudrade frisyrerna som vid denna tid blivit moderna i Paris.
Augusta Löwenhielm beskrivs som snäll och vänlig person, och enligt Hedvig Elisabet Charlotta sade hon aldrig ett ont ord om någon. 1780 hyllades hon som ett föremål för mångas förälskelser i ett poem av diktaren Oxenstierna. Hon var en ledande medlem av det gustavianska hovet och känd som en av de tre gracerna: en trio vackra hovdamer uppkallade efter behagets och glädjens gudinnor i den grekiska mytologin, uttryckt av Johan Henric Kellgren i dikten Gracernas döpelse från 1781. Förutom Augusta bestod dessa av hennes syster Ulla von Höpken och Lovisa Meijerfeldt.
Sedan förhållandet med hertig Karl avslutats fortsatte Augusta att utmärka sig för "sin erotiska fördomsfrihet". Hon ryktades ha haft en relation med Beylon och Sachsens sändebud greve von Bose. Augusta Löwenhielms relation med Hans Henric von Essen ska ha blivit märkbar på Gripsholms slott sommaren 1778 efter en incident omnämnd i 
Hedvig Elisabet Charlottas dagbok: "Det hände nämligen härom dagen, att grevinnan Löwenhielm kom något för sent till middagen, sedan vi redan suttit mer än en kvarts timme till bords, och att olyckligtvis baron von Essen kom in samtidigt. Detta sammanträffande föreföll oss alla, som kände till den förbindelse, som är dem emellan, ganska komiskt, och somliga kunde ej avhålla sig från ett småleende." Enligt Hedvig Elisabet Charlotta ansågs von Essen "ganska enfaldig och alldeles oförmögen att roa en så kvick och begåvad kvinna som grevinnan Löwenhielm", men hon tillägger att han förbättrades av hennes inflytande och att han "säger numera ej så mycket dumheter som innan han blev bekant med henne".
1788 blev Augusta Löwenhielm indirekt inblandad i en berömd duell. Detta år avbröts hennes förbindelse med Hans Henric von Essen sedan han hade friat till Carl De Geers förmögna dotter Charlotte De Geer. Vid hovet ansåg detta vara en skandal av sympati för Löwenhielm, och von Essen ansågs otacksam. Familjen von Fersen tog illa upp eftersom De Geer varit påtänkt som brud åt Fabian von Fersen, "så fram ej dennes amour för grevinnan von Lantingshausen gjort hinder", och kungen hade lämnat sitt samtycke i tron att den oppositionella De Geer på detta sätt ville återfå sin gunst. Det ryktades dock att brudens mor och Munck hade arrangerat äktenskapet. Adolf Ludvig Ribbing, som själv ville gifta sig med De Geer, utmanade då von Essen på duell. Duellen ägde rum på ridhuset och slutade med att Ribbing sårades i handen och von Essen i sidan. Duellen var ett lagbrott och kungen var villig att åtala deltagarna om inte De Geer hade avböjt detta. Hela affären ska ha inneburit en kris för Augusta Löwenhielm, som mottog allmän sympati, samtidigt som hennes söner vid samma tid återkom till Sverige och begärde att hon skulle utnyttja sitt inflytande till deras förmån. von Essen ansågs allmänt vara fortsatt förälskad i Löwenhielm.
Augusta Löwenhielm och hennes syster Ulla von Höpken lämnade båda sina tjänster vid hovet 1795 i solidaritet med sin mor, som kort dessförinnan förlorat sin tjänst som överhovmästarinna. Officiellt lämnade de hovet för att vårda modern, som led av dålig hälsa.
Under slutet av sitt liv ska hon ha ägnat sig åt andakt och välgörenhet.

## Barn
- Gustaf Löwenhielm (1771–1856)
- Carl Axel Löwenhielm (1772–1861), med Karl XIII
- Charlotta Lovisa Löwenhielm, född 1774, död 1783
- Fredrik August Löwenhielm, född och död 1776